# Glenea varipennis
Glenea varipennis là một loài bọ cánh cứng trong họ Cerambycidae.